# Euptera grepi
Euptera grepi is een vlinder uit de familie Nymphalidae. De wetenschappelijke naam is voor het eerst geldig gepubliceerd in 2014 door Michel Libert.

## Type
- holotype: "male, 3.VIII.2004. leg. R. Ducarme"
- instituut: ABRI, Nairobi, Kenia
- typelocatie: "République démocratique du Congo, Prov. Orientale, Biakatu, 1050 m"

## Ondersoorten
- Euptera grepi grepi
- Euptera grepi cameruna Libert, 2014[1]
  - holotype: "male. III-IV.2000"
  - instituut: ABRI, Nairobi, Kenia
  - typelocatie: "Cameroun, mont Kala, nr Yaoundé"